# Tripedalia
Tripedalia é um género de águas-vivas em forma de cubo (Cubozoa) da família Carybdeidae.

## Espécies
- Tripedalia binata Moore, 1988
- Tripedalia cystophora Conant, 1897